# Imre Augustič
Imre Augustič, nebo také Imre Agostič ( 29. září 1837 Murski Petrovci (Zámuří) – 17. července 1879 Budapešť) byl slovinský spisovatel, básník, novinář a překladatel. Byl autorem noviny Prijátel (Přítel), prvních novin v zámurštině.

## Život
Augustič se narodil v Murskim Petrovci. Jeho rodiče byli: okresní hejtman Ludvik Augustič a Julijana Zanatyová. Navštěvoval střední školu v Szombathely, ale po 6 letech odešel a šel pracovat k hraběti Szaparymu. Poté pracoval u hrabat Batthyanyů. Zde se vyučil stenografii a odešel do Budapešti, kde byl 15 let stenografem v Národním shromáždění. Redigoval noviny Prijátel a psal básně. Přeložil maďarská literární díla Sándora Petőfiho, Móra Jókaie a dalších do zámurštiny.